# Dyomyx cimolia
Dyomyx cimolia là một loài bướm đêm trong họ Noctuidae.